# سلطان إسحاق
السلطان إسحاق (798-675 هـ) س) هو شخصية مقدسة في ديانة يارسان. تم ذكره كمؤسس لعائلات يارسان. كما يعرفه أتباع دين اليعاري بأنه سلطان الحقيقة وصاحب كرم ويعتبرونه المظهر الرئيسي لجوهر الحقيقة.

## سيرة، مذكرات
ولد في أواخر القرن السابع الهجري في قرية برزنجة الواقعة في مدينة السليمانية بالعراق.  كان والده عيسى برزنجي رئيسًا للدراويش القادري في ذلك الوقت وكان له دير وتلاميذ، وكانت والدته خاتون ديراك الملقب بخاتون رامسبار أو روزبار ابنة حسين بك جاف، وهو أحد السبعة في ديانة ياري. بعد وفاة والده اجتمع أتباعه حول السلطان إسحاق وبدأ الإخوة يعارضونه. لذلك هاجر من برزنجة إلى قرية شيخان في مدينة بافيه في كرمنشاه بإيران وتوفي هناك أيضًا.  أصبحت مهنة أهل الحق شعبية ورسمية في عهده. (إثبات الحق. F7 ص 43) جاء الكثير من الناس من أماكن مختلفة ومن قبائل مختلفة إلى سلطان سوك ودفعوا له الاحترام والتحق بدائرة أصدقائه. كان العديد من أصدقاء السلطان سوك من الصين والهند وبخارى وأراضي بعيدة أخرى من إيران، جاؤوا إلى كردستان لمقابلته ومساعدته. خلال فترة حكمه، تمت إعادة هيكلة دين ياري وجعل أنشطته علنية. زين السلطان سيهاك الأعمدة المذكورة بلغة حورامي الكردية المسماة بيابيس بارديوري وأسس بيابس ياري. وهذا القانون كما قال السلطان نفسه صراحة واجب على مجتمع أهل الحق، ومن يخالف أركانه لا يعتبر من أهل الحق. تقوم أصول دين أهل الحق على أربعة مبادئ هي الطهارة والحقيقة والعدم واللباس. [ياري أربع طرق يؤمنون بها، الحق والطهارة غير موجودة، والرداء (ب. الفصل 5)] الطيب طاهري، بناءً على حسابات التسلسل الزمني لـ 1/1/622 شمسي يساوي 9/20/640 قمري و 22/3/1243 م، وقد اختتم ولادته في كتاب التاريخ والفلسفة.

## الكلمة الأخيرة
جمعت أقوال السلطان سرانجام في ديوان جور الذي يعتبر كتاب يارساني المقدس، وقد تم نشرها بشكل كامل حتى اليوم من قبل الباحث والكاتب يارساني الطيب طاهري في عام 2007. وأخيراً فهي تعني نهاية العمل وهي تشمل جميع النصوص التي عبّر عنها السلطان سوهاك (675-798 هـ) ورفاقه في القرن الثامن الهجري. وتشمل هذه النصوص الترانيم، والصلاة، والدعاء، والعادات الدينية والمهنية، والنذور، والاحتياجات، والتضحيات، وقد تم تناقل معظم محتوياتها من الثدي إلى الثدي.  تمت كتابة الكلمة أخيرًا بلغة كوران.

## عائلات الحقيقة
كان من أهم أعمال السلطان إسحاق تكوين 7 عائلات حقيقة، وهي خميسي، ويدغري، وشاه إبراهيمي، وعلي قلنداري، وميرسوري، ومصطفى، وحاجي بافيسي. بعد السلطان، تم تأسيس أربع سلالات أخرى، وهي ذو النوري، وأطاش بيجي، وشاه حياسي، وبابا حيدري. 

## ضريح السلطان إسحاق
وأثناء إقامته في حورمان، أقام السلطان إسحاق في قرية شيخان وكان يزور أصدقائه وأتباعه هناك. يقع قبره حاليًا في قرية شيخان التابعة لمنطقة نوسود في مدينة بافيه في محافظة كرمانشاه.  يقال أن مكان الضريح يقع بالقرب من مكان إقامة السلطان سوهاك السابق.  موقع الضريح يقع بالقرب من مكان يسمى بارديفار، والذي يعتبر من الأماكن المقدسة لديانة يارسان، ويشار إليه بقبلة يارسان الافتراضية.